# Muntele Saint Elias
Muntele Saint Elias (Mount Saint Elias) este al doilea munte ca înălțime din Canada și SUA. Muntele este în Parcul Național Wrangell-St.-Elias din Alaska (SUA) și Parcul Național Kluane la granița dintre provincia canadiană Yukon și provincia americană Alaska. Denumirea muntelui este dată după legenda în care St. Elias ar fi sosit aici pe caiac. În limba amerindienilor el este numit „Yaas'éit'aa Shaa” (în traducere „Muntele de lângă golful înghețat”). Dacă se ia în considerare înălțimea relativă, muntele care altitudinea de 5.489 m deasupra n.m. ar fi cel mai înalt din lume din cauză că se înalță direct pe țărmul mării. Mount Everest cu 8.848 m se înalță deasupra podișului Tibet numai cu 3.500 de m. Saint Elias are cele mai lungi piste de schi din lume. Schiorul de performanță austriac Axel Naglich împreună cu Peter Ressmann au reușit pentru prima oară în anul 2007 să coboare pe versanții abrupți al muntelui. Coborârea, care a durat 3 zile, a avut o lungime de 35 km cu o diferență de altitudine de 5.489 m și cu pante care au atins unghiuri de 60o.